# Nußdorf im Chiemgau
Nußdorf, tên đầy đủ là Nußdorf im Chiemgau, là một đô thị trong huyện Traunstein bang Bayern thuộc nước Đức.